# Adocetus buprestoides
Adocetus buprestoides là một loài bọ cánh cứng trong họ Cebrionidae. Loài này được Scudder miêu tả khoa học năm 1900.